# Jean Bayet
Pour les articles homonymes, voir Bayet (homonymie).
Jean Bayet (Jean Alexis Bayet) est un latiniste français, né à Versailles le 12 novembre 1892 et mort à Paris le 5 décembre 1969. Professeur de langue et littérature latines à la Sorbonne, il est directeur général de l'Enseignement en 1944 et directeur de l'École française de Rome de 1952 à 1960. En 1948, il devient membre de l'Académie des inscriptions et belles-lettres ; spécialiste de littérature latine et de religion romaine, il a eu, par ses travaux et les thèses qu'il a dirigées, un rôle déterminant dans le développement d'une école française d'histoire de la religion romaine particulièrement active dans la deuxième moitié du XXe siècle.

## Famille
Du côté paternel, il était originaire de la Combraille bourbonnaise ; son grand-père avait été maire de Commentry (Allier) de 1871 à 1873. Sa mère, Louise Villain, était la fille d'Isaac Villain (1830-1907), qui fut député-maire de Sedan à la fin du XIXe siècle.
Son fils, François, résistant à l'Occupation, est mort en déportation. Sa fille Claire est historienne des sciences à la Sorbonne. Sa fille Jeanne est avocate.

## Biographie
Enfant, il fut accablé d'une infirmité aux jambes qui rendait sa marche pénible et qui le fit souffrir toute sa vie ; il dut renoncer à la carrière militaire qu'avait suivie son père.
Il entre à l'École normale supérieure en 1912, est reçu 1er à l'agrégation des lettres en 1919 et devient membre de l'École française de Rome, de 1917 à 1920.
Il enseigne d'abord dans l'enseignement secondaire (au lycée Charlemagne en 1915 et au lycée de Laon en 1920), tout en continuant la préparation de ses thèses de doctorat sur Les Origines de l'Hercule romain et l'étude critique des principaux monuments relatifs à l'Hercule étrusque, qu'il soutient en 1926. Il est nommé ensuite à la faculté des lettres de Caen en 1926 en tant que chargé de cours de langue et littérature latines et chargé de cours complémentaire de grammaire des langues anciennes puis, en 1927, il y devient professeur de langue et de littérature latines. Au cours de l'année 1932, il enseigne à la Sorbonne d'abord en tant que chargé des fonctions de maître de conférences en janvier, puis en tant que maître de conférences de latin en avril et il devient professeur sans chaire en octobre. C'est en 1937 qu'il y devient professeur de langue et littérature latines. Il est ensuite directeur adjoint de l'École normale supérieure en 1941-1942. 
À la Libération, il est nommé directeur général de l'Enseignement et participe à ce titre aux travaux de la commission Langevin-Wallon. En 1946, il est également assesseur du doyen de la Faculté des lettres de Paris.
Il est élu à l'Académie des inscriptions et belles-lettres le 3 décembre 1948. Il est également membre de l'Accademia dei Lincei et de la Pontificia Accademia Romana di Archeologia.
Il est directeur de l'École française de Rome de 1952 à 1960 (il succède à Albert Grenier et il est remplacé par Pierre Boyancé). En 1954-1955, il préside l’Unione internazionale degli Istituti di archeologia, storia e storia dell'arte in Roma.
Au cours de sa carrière, il collabore avec de nombreuses revues telles que les Mélanges de l'École française de Rome, la Revue de philologie, le Journal des Savants, la Revue des études latines, la Revue d'histoire des religions et la Revue des études grecques.
À son retour, il prend sa retraite (1961). Ses dernières années sont assombries par la maladie qui le fige progressivement dans l'immobilité.
Par son mariage avec Marthe Dupic (1894-1988), agrégée de lettres, il séjourne régulièrement à Lurcy-Lévis (Allier). Il s'y fait enterrer, en compagnie de son épouse.

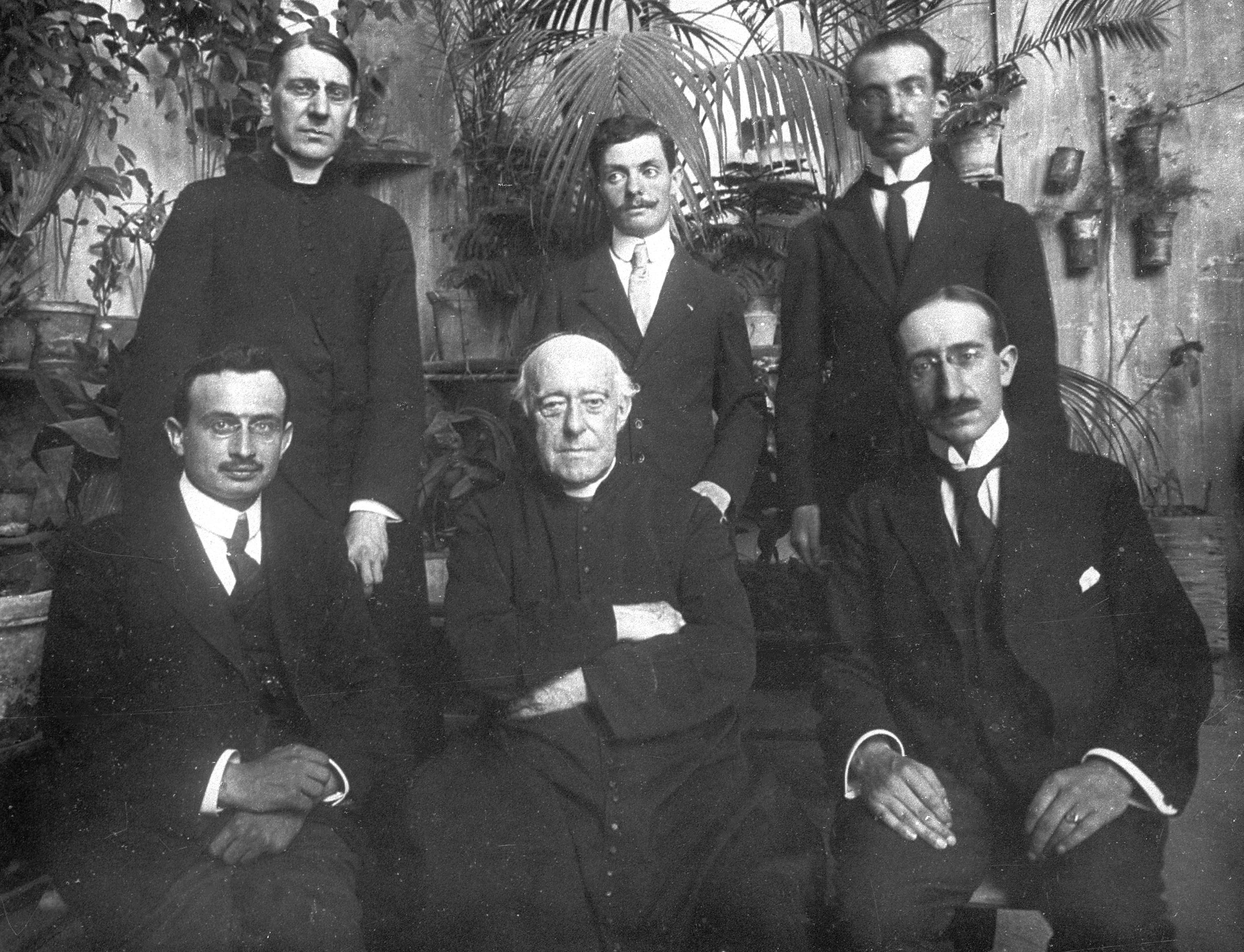
Jean Bayet, à gauche au premier rang. Louis Duchesne et des élèves à l'École française de Rome, en 1919-1920.

## Apports scientifiques
Par son œuvre personnelle et par les nombreuses thèses que ses disciples ont consacrées, sous sa direction, à l'étude de divinités romaines, il a joué un rôle essentiel dans l'importance prise par l'école française dans l'étude de la religion romaine.

## Œuvres
- Les Origines de l'Hercule romain (« Bibliothèque des Écoles françaises d'Athènes et de Rome », no 132), Paris, E. de Boccard, 1926.
- Herclé, étude critique des principaux monuments relatifs à l'Hercule étrusque, Paris, E. de Boccard, 1926, thèse complémentaire.
- La Sicile grecque, Paris, Les Belles lettres, 1930.
- Architecture et poésie, Paris, Armand Colin, 1932.
- Littérature latine. Histoire, pages choisies, Paris, Armand Colin, 1934 ; nombr. rééd.
- Histoire politique et psychologique de la religion romaine, Paris, Payot, 1956 ; nombr. rééd.

Il a écrit aussi des manuels scolaires pour l'enseignement secondaire en 1925 avec R. Thouvenot. Il a également traduit l'Histoire romaine de Tite-Live à partir de 1940 mais également la Correspondance IV de Cicéron en 1950 avec L. A. Constans. 